# و خدایان دوشنبه‌ها می‌خندند
و خدایان دوشنبه‌ها می‌خندند کتابی است داستانی نوشته رضا خوش‌بین خوش‌نظر که در سال ۱۳۷۴ توسط انتشارات مرغ آمین منتشر گردید و بلافاصله توقیف شد.

## چکیده کتاب
رمان با مراجعهٔ بهرام یعنی راوی، به یک مهمانخانه آغاز می‌شود. او حال خوشی ندارد و دست راستش خونی است. دلش می‌خواهد تنها باشد، به هر قیمتی که شده. می‌رود توی یک اتاق دو تخته و شروع می‌کند به یادآوری زندگی اش. سه دوست هستند به نام‌های حسن و بهرام و فرهاد و شخصیت اصلی داستان و راوی نیز بهرام است. پدر او - که بعد مشخص می‌شود عمویش است - رانندهٔ کامیون است و دیر به دیر به خانه می‌آید و هروقت می‌آید او و مادرش را به شدت کتک می‌زند. او کودکی را در کنار حسن و فرهاد می‌گذراند. راوی در روایتش به جلو می‌پرد و از پانزده، شانزده سالگی‌های خود سر درمی‌آورد. هنوز وضع کتک خوردن سر جایش است. زندگی هنوز زشت و سخت و تلخ است. یک دختر به محلهٔ آن‌ها نقل مکان کرده که بعد می‌فهمیم اسمش ماندانا است. تغییر دیگر در روحیات سه نوجوان داستان رخ داده. حسن یا همان چاقه مذهبی شده. فرهاد یا همان سیاهه نیز از آن طرف بام افتاده و خلافکار و کافر شده. بهرام همین وسط‌ها و میان آن دو معلق است. یکی از همکلاسی‌های بهرام که از او بزرگ‌تر است و احتمالاً چند سالی را افتاده از او سوء استفادهٔ جنسی می‌کند. بهرام خود نیمه تمایلی به این کار دارد و در ازای آن پول دریافت می‌کند. هرچند این رابطه تنها دو بار شکل می‌گیرد و او تنها دو بار به آمیزش با مرد جوان تن می‌دهد. وقتی قضیهٔ عشق او با ماندانا جدی می‌شود، ناگهان به نزد جوان می‌رود. فکر می‌کنیم می‌خواهد باز خود را در اختیار او بگذارد چراکه قبلاً زمینهٔ آن توسط یادداشت‌های بهرام برای ما چیده شده؛ ولی بهرام ناگهان با چاقو مرد جوان را می‌کشد. رابطهٔ او با دخترک پیش می‌رود. یک بار که عموی او به خانه برگشته او را کتک می‌زند. او نیمه شب به بستر عمو رفته و سر او را وحشیانه می‌برد. در همین اثنا حسن نیز به جبهه رفته و فرهاد به بهرام گفته که با ماندانا رابطه دارد. گفته که ماندانا با همه رابطه دارد و به بهرام وفادار نیست. مادر در اثر شوک وارده نفت و قرص می‌خورد و خود را می‌کشد. نامه‌ای برای بهرام می‌گذارد که طی آن از گذشتهٔ خود صحبت کرده. او عاشق پدر واقعی بهرام بوده، ولی مجبور می‌شود با برادر بزرگ‌تر او ازدواج کند. برادر بزرگ‌تر توانایی بچه دار شدن نداشته. سال‌ها می‌گذرد و شبی پدر واقعی به خانهٔ مادر می‌آید و با او می‌آمیزد. در همین حین برادر بزرگ‌تر، یعنی عموی بهرام، از راه می‌رسد و برادر کوچک‌تر را سر می‌برد. قسم می‌خورد که مادر را نکشد و اگر بچه دار شد او و بچه را تا همیشه عذاب دهد. بهرام بعد از تمام این شوک‌ها هنوز هم سرپاست. از دختر تقاضای ازدواج می‌کند. دختر می‌پذیرد و آن دو با هم ازدواج می‌کنند. حسن که به جبهه رفته شهید می‌شود. از فرهاد، دوست دیگر، خبری نیست. روایت با سرعتی بسیار پیش می‌رود. حالا بهرام و ماندانا سال هاست در کنار هم هستند. از پول کار کردن‌های بهرام و همچنین پولی که هر چهل روز یک بار به در خانه فرستاده می‌شود گذران می‌کنند. بچه دار شده‌اند و اسم بچه‌شان سیاوش است. شبی بهرام به ماندانا می‌گوید که به خانه نخواهد آمد؛ ولی خلاف انتظار به خانه می‌آید و می‌بیند که ماندانا با فرهاد در بستر است. فرهاد را سر می‌برد و ماندانا را نمی‌کشد و به حال خود می‌گذارد و بچه را زنده به گور می‌کند. بعد به مهمانخانه می‌آید و به روایت می‌نشیند. پیرمرد مهمانخانه دار آمده و او را خفه می‌کند.

## بازتاب
پس از چاپ این کتاب و به دلیل آن صاحبان این انتشارات هشدارهای متعددی دریافت کردند. حزب‌اللهی‌ها می‌گفتند به آن‌ها توهین شده است. گفتند این کتاب یک پا «آیه‌های شیطانی» است. سرانجام در اعتراض به چاپ کتاب، گروه انصار حزب‌الله انتشارات مرغ آمین را به آتش کشید. اما احمد جنتی در خطبه‌های نماز جمعه از این کار جانبداری کرد و آن را عمل به وصیتنامه خمینی دانست.

## سایر آثار نویسنده
نویسنده کتاب، شش اثر دیگر خود را در انتشارات فردوسی در سوئد به چاپ رسانده است.
- تتراکتوس، چهارِ لعنتی[۵]
- آخر جغد[۶]
- پیغمبر کلّه کدو زیر ساعت مرده[۷]
- لوچ‌ها و چشم آغول‌ها
- انتران کون سرخ من
- سندروم نبراسکا